# Scopolamin
Scopolamin, auch Hyoscin und älter Skopolamin, ist eine chemische Verbindung, die zu den Tropan-Alkaloiden zählt. Scopolamin ist ein Anticholinergikum (Vagolytikum).

## Vorkommen und Gewinnung

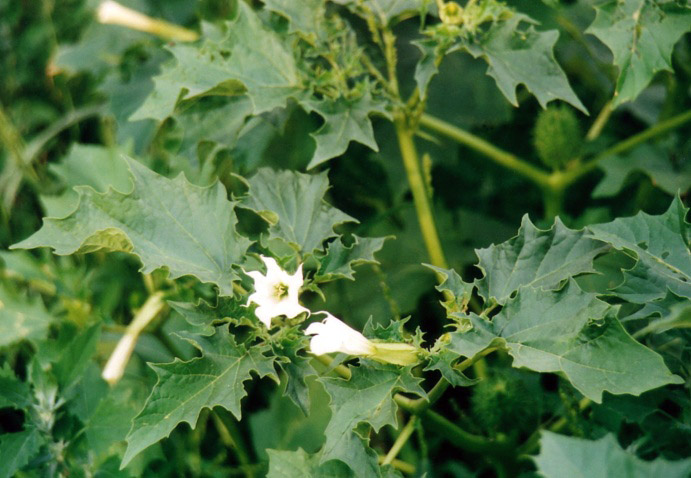
Gemeiner Stechapfel (Datura stramonium)

Scopolamin kommt in Nachtschattengewächsen wie Stechapfel, Bilsenkraut, Alraune und insbesondere in Engelstrompeten (Brugmansia) vor, kann aber auch künstlich hergestellt werden. Chemisch gesehen ist es ein Ester des Scopins und der Tropasäure und nahe verwandt mit Atropin.

## Wirkung
Scopolamin wirkt bei niedriger Dosierung leicht beruhigend und hemmend auf das Brechzentrum im Gehirn. Bei höherer Dosierung wirkt es dämpfend und sorgt für einen Zustand der Apathie. Da es in diesem Fall auch für einen Zustand der Willenlosigkeit sorgen kann, wurde es in den 1950er Jahren bis zum Aufkommen von Natrium-Pentothal als „Wahrheitsserum“ eingesetzt, was auf den texanischen Arzt Robert Ernest House (1924) zurückgeht, der auch die Verwendung in der Überprüfung von Verdächtigen propagierte.
Bis zur Einführung der Neuroleptika wurde Scopolamin gemeinsam mit morphinbasierten Präparaten erfolgreich zur Beruhigung von hocherregten geistig Kranken verwendet. Im Jahr 1900 führten Eugen Schneiderlin (geboren 1881) und Berthold Korff (gestorben 1918) die Morphin-Scopolamin-Narkose ein. Bei Parabelflügen wird Scopolamin (früher zusammen mit dem rezeptpflichtigen Arzneistoff Dexamphetamin, heute mit Coffein) verabreicht, um den Verdauungstrakt zu beruhigen.
Die Wirkung von Scopolamin geht auf seine antagonistische Wirkung auf muscarinische Acetylcholinrezeptoren zurück. Genau wie Atropin wirkt es als kompetitiver Hemmstoff.
Eine intravenös zu verabreichende Kombination von Morphin und Scopolamin wurde 1916 von Elisabeth Bredenfeld in der Schweiz für die intravenöse Narkosetechnik eingeführt. Carl Joseph Gauß begründete die Verwendung von Scopolamin in der Geburtshilfe zur Herbeiführung eines Dämmerschlafs unter der Geburt.
Scopolamin weist, insbesondere als Anticholinergikum, folgende Nebenwirkungen (Dosis unter 5 Milligramm, nicht-subkutan) auf:
- Mundtrockenheit
- Mydriasis mit Sehstörungen wie Verschwommensehen und Augendruckerhöhung
- Halluzinationen
- Koordinationsstörungen
- Probleme bei der Entleerung der Blase (Miktionsstörungen)
- Juckreiz
- delirante Zustände
- Gedächtnisstörungen (Paramnesien)

## Therapeutische Anwendung
- Augentropfen mit Scopolaminhydrobromid werden in der Augenheilkunde eingesetzt zur Pupillenerweiterung (Mydriasis), ferner zur Ruhigstellung des Ziliarmuskels (Zykloplegie) bei bakteriellen Ulzera und Uveitis anterior.
- Wegen der den Brechreiz unterdrückenden Wirkung wird Scopolamin gegen die Reisekrankheit (als Antiemetikum)[13] eingesetzt. Die Gabe erfolgt mittels eines transdermalen Pflasters (Handelsname Scopoderm TTS).
- Scopolamin wird in der Palliativmedizin (subcutan oder als transdermales Pflaster) eingesetzt, um die Rasselatmung („Death Rattle“) in der Endphase des Lebens abzumildern. Die Wirkung beruht auf der Hemmung der Speichelproduktion (antisalivatorischer Effekt).[14]

N-Alkylierung von Scopolamin führt zu quartären Derivaten (zum Beispiel N-Butylscopolamin, N-Methylscopolamin), die aufgrund ihrer stetigen positiven Ladung am quartären Stickstoff, unabhängig von ihrer Umgebung, so polar sind, dass sie die Blut-Hirn-Schranke nicht überwinden können. Butylscopolamin ist daher im Gegensatz zu Scopolamin nicht zentral wirksam. Es wird als Mittel gegen Krämpfe der glatten Muskulatur, sogenannte Koliken, eingesetzt.

## Aufnahme und Verteilung im Körper
Die orale Bioverfügbarkeit beträgt etwa 30 %, im Gegensatz zu etwa 50 % bei Atropin. Die Halbwertszeit von Scopolamin ist zwar kürzer als die von Atropin, die Blut-Hirn-Schranke kann aber erheblich besser überwunden werden. Es werden nur etwa 6 % unverändert renal eliminiert.

## Verwendung und Missbrauch als Rauschdroge
Scopolamin ist auch eine gefährliche Rauschdroge. Der Gehalt in einzelnen Pflanzen, deren Wirkungen bereits seit Jahrhunderten bekannt sind, kann stark variieren. Auf Grund der relativ geringen therapeutischen Breite können sich schwere Nebenwirkungen einstellen. Die Scopolaminvergiftung äußert sich als Parasympathikusblockade mit Pupillenerweiterung bzw. Akkommodationsstörungen und Trockenheit der Schleimhäute. Schließlich kommt es zu einer tiefen Bewusstlosigkeit und Tod durch Atemlähmung.
Die Therapie gleicht der bei einer Atropinvergiftung: Nichtmedikamentöse Temperatursenkung, künstliche Beatmung bei drohender Atemlähmung und Gabe des Antidots Physostigminsalicylat.
In Ländern Lateinamerikas wird Scopolamin – oft in Form eines Pflanzenextrakts „Burundanga“ – von Kriminellen als K.-o.-Tropfen benutzt, um Opfer willenlos zu machen. Verabreicht wird das geruch- und geschmacklose Mittel in Speisen und Getränken oder es wird über präparierte Zigaretten inhaliert.